# Campeonato Mineiro 1960
In 1960 werd het 46ste Campeonato Mineiro gespeeld voor voetbalclubs uit de Braziliaanse staat Minas Gerais. De competitie werd gespeeld van 3 juli 1960 tot 19 februari 1961  en werd georganiseerd door de Federação Mineira de Futebol. Cruzeiro werd kampioen, de club plaatste zich voor de Taça Brasil 1961.
Doordat in 1961 de Segunda Divisão ingevoerd werd als nieuwe tweede profklasse werd er dit jaar voor het eerst degradatie ingevoerd. 

## Eindstand
| Plaats | Club             | Wed. | W  | G  | V  | Saldo | Ptn. |
| ------ | ---------------- | ---- | -- | -- | -- | ----- | ---- |
| 1.     | Cruzeiro         | 30   | 21 | 6  | 3  | 55:24 | 48   |
| 2.     | Siderúrgica      | 30   | 18 | 7  | 5  | 77:39 | 43   |
| 3.     | América          | 30   | 19 | 2  | 9  | 83:36 | 40   |
| 4.     | Villa Nova       | 30   | 16 | 6  | 8  | 43:32 | 38   |
| 5.     | Atlético         | 30   | 16 | 5  | 9  | 55:35 | 37   |
| 6.     | Uberaba          | 30   | 12 | 8  | 10 | 50:45 | 32   |
| 7.     | Bela Vista       | 30   | 9  | 10 | 11 | 46:59 | 28   |
| 8.     | Pedro Leopoldo   | 30   | 11 | 6  | 13 | 45:56 | 28   |
| 9.     | Valeriodoce      | 30   | 9  | 10 | 11 | 37:45 | 28   |
| 10.    | Democrata-SL     | 30   | 8  | 10 | 12 | 36:42 | 26   |
| 11.    | Sete de Setembro | 30   | 9  | 8  | 13 | 59:62 | 26   |
| 12.    | Renasença        | 30   | 9  | 8  | 13 | 46:51 | 26   |
| 13.    | Guarani          | 30   | 8  | 8  | 14 | 44:51 | 24   |
| 14.    | Meridional       | 30   | 7  | 9  | 14 | 27:52 | 23   |
| 15.    | Curvelo          | 30   | 7  | 5  | 18 | 41:62 | 19   |
| 16.    | Metalusina       | 30   | 5  | 4  | 21 | 26:79 | 14   |

|  | Kampioen   |
|  | Degradatie |

### Kampioen
| Campeonato Mineiro de 1960 |
| -------------------------- |
| CRUZEIRO 11º Titel         |